# Amaurobius barbaricus
Espèce
Synonymes
- Walmus barbarus Chamberlin, 1947 nec Simon, 1911

Amaurobius barbaricus est une espèce d'araignées aranéomorphes de la famille des Amaurobiidae.

## Distribution
Cette espèce est endémique de Californie aux États-Unis,. Elle se rencontre vers Santa Barbara.

## Description
Le mâle holotype mesure 4,8 mm et la femelle 8 mm.

## Publications originales
- Leech, 1972 : A revision of the Nearctic Amaurobiidae (Arachnida: Araneida). Memoirs of the Entomological Society of Canada, vol. 84, p. 1-182.
- Chamberlin, 1947 : A summary of the known North American Amaurobiidae. Bulletin of the University of Utah, vol. 38 no 8, p. 1-31.